# Cattedrale di Aleksander Nevskij (Novosibirsk)
La cattedrale di Aleksander Nevskij è una chiesa situata nella metropoli russa di Novosibirsk, dedicata all'omonimo santo. È stata costruita nel 1899 in stile neobizantino, progettata da Mezheninov Nicholas Pavlovic (ingegnere occupatosi anche della Ferrovia Transiberiana) con probabile ispirazione alla chiesa di Nostra Signora di Misericordia a San Pietroburgo e diventata cattedrale nel 1915.

## Storia
Si tratta di una delle prime costruzioni in pietra di Novonikolayevsk (ex nome di Novosibirsk). La chiesa fu costruita in stile architettonico neo-bizantino nel 1896-1899. Il design dell'edificio è stato influenzato dalla Chiesa di Nostra Signora della Misericordia di San Pietroburgo, costruita pochi anni prima.
È stata inaugurata e consacrata il 29 dicembre 1899. Nel 1915 è diventata una cattedrale.
La Cattedrale fu un monumento dedicato all'imperatore Alessandro III che iniziò la costruzione di quella ferrovia transiberiana che portò poi alla stessa fondazione di Novonikolayevsk come nuova stazione ferroviaria.
Nel 1937 la Cattedrale fu chiusa.
Nel 1988 - anno del 1000º anniversario del Battesimo della Rus - nacque un movimento per la restituzione della Cattedrale alla Chiesa Ortodossa Russa, cosa che avvenne l'anno seguente, nel 1989.

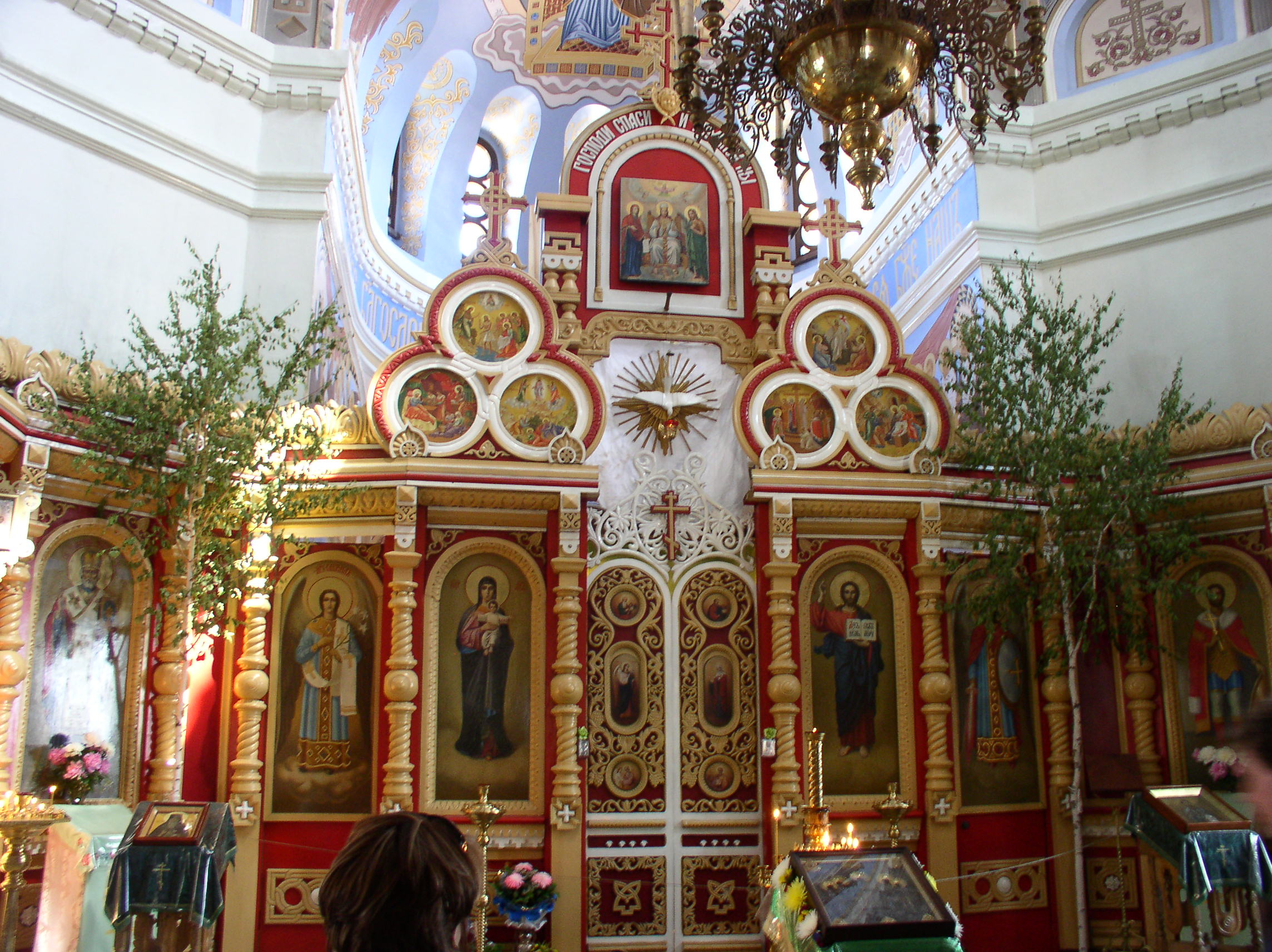
Immagine dell'iconostasi